# Jacob Thorssell
Jacob Thorssell (ur. 24 lipca 1993 w Åtvidabergu) – szwedzki żużlowiec.

## Życiorys
Brązowy medalista młodzieżowych indywidualnych mistrzostw Szwecji (Vetlanda 2012). Dwukrotny złoty medalista indywidualnych mistrzostw Szwecji (Hallstavik 2019, Målilla 2020).
Brązowy medalista drużynowych mistrzostw Europy (Lendava 2011). Brązowy medalista drużynowych mistrzostw świata juniorów (Gniezno 2012). Finalista indywidualnych mistrzostw świata juniorów (2014).
W lidze brytyjskiej reprezentant klubu Wolverhampton Wolves (2012–2014).
W trakcie fazy play-off sezonu 2014 polskiej Ekstraligi, klub Unia Tarnów zakontraktował Thorssella. Podpisanie umowy z młodym żużlowcem ze Skandynawii było związane z absencją Amerykanina Grega Hancocka. Od 2016 roku zawodnik Włókniarza Częstochowa. W 2017 roku dołączył do drużyny Falubazu Zielona Góra.

## Starty w Grand Prix (Indywidualnych Mistrzostwach Świata na Żużlu)

### Punkty w poszczególnych zawodachGrand Prix
| Sezon 2016           |                      |                     |                         |                                |                                |                                 |                                 |                                |                       |                          |                          |         |         |         |         |         |         |         |         |         |         |        |        |        |        |        |        |        |        |        |        |        |        |
| GP Słowenii – Krško  | GP Polski – Warszawa | GP Danii – Horsens  | GP Czech – Praga        | GP Wielkiej Brytanii – Cardiff | GP Szwecji – Målilla           | GP Polski – Gorzów Wielkopolski | GP Niemiec – Teterow            | GP Sztokholmu – Solna          | GP Polski – Toruń     | GP Australii – Melbourne | miejsce                  | miejsce | miejsce | miejsce | miejsce | miejsce | miejsce | miejsce | miejsce | miejsce | miejsce | punkty | punkty | punkty | punkty | punkty | punkty | punkty | punkty | punkty | punkty | punkty |        |
| –                    | –                    | –                   | –                       | –                              | –                              | –                               | –                               | 1                              | –                     | –                        | 30                       | 30      | 30      | 30      | 30      | 30      | 30      | 30      | 30      | 30      | 30      | 1      | 1      | 1      | 1      | 1      | 1      | 1      | 1      | 1      | 1      | 1      |        |
| Sezon 2017           |                      |                     |                         |                                |                                |                                 |                                 |                                |                       |                          |                          |         |         |         |         |         |         |         |         |         |         |        |        |        |        |        |        |        |        |        |        |        |        |
| GP Słowenii – Krško  | GP Polski – Warszawa | GP Łotwy – Dyneburg | GP Czech – Praga        | GP Danii – Horsens             | GP Wielkiej Brytanii – Cardiff | GP Szwecji – Målilla            | GP Polski – Gorzów Wielkopolski | GP Niemiec – Teterow           | GP Sztokholmu – Solna | GP Polski – Toruń        | GP Australii – Melbourne | miejsce | miejsce | miejsce | miejsce | miejsce | miejsce | miejsce | miejsce | miejsce | miejsce | punkty | punkty | punkty | punkty | punkty | punkty | punkty | punkty | punkty | punkty |        |        |
| –                    | –                    | –                   | –                       | –                              | –                              | –                               | –                               | –                              | 4                     | –                        | –                        | 26      | 26      | 26      | 26      | 26      | 26      | 26      | 26      | 26      | 26      | 4      | 4      | 4      | 4      | 4      | 4      | 4      | 4      | 4      | 4      |        |        |
| Sezon 2019           |                      |                     |                         |                                |                                |                                 |                                 |                                |                       |                          |                          |         |         |         |         |         |         |         |         |         |         |        |        |        |        |        |        |        |        |        |        |        |        |
| GP Polski – Warszawa | GP Słowenii – Krško  | GP Czech – Praga    | GP Szwecji – Hallstavik | GP Polski – Wrocław            | GP Skandynawii – Målilla       | GP Niemiec – Teterow            | GP Danii – Vojens               | GP Wielkiej Brytanii – Cardiff | GP Polski – Toruń     | miejsce                  | miejsce                  | miejsce | miejsce | miejsce | miejsce | miejsce | miejsce | miejsce | miejsce | miejsce | miejsce | punkty | punkty | punkty | punkty | punkty | punkty | punkty | punkty | punkty | punkty | punkty | punkty |
| –                    | –                    | –                   | –                       | –                              | 2                              |                                 |                                 |                                |                       | 22                       | 22                       | 22      | 22      | 22      | 22      | 22      | 22      | 22      | 22      | 22      | 22      | 2      | 2      | 2      | 2      | 2      | 2      | 2      | 2      | 2      | 2      | 2      | 2      |

| Statystyki        | Statystyki |
| ----------------- | ---------- |
| Starty            | 3          |
| Zwycięstwa        | 0          |
| Miejsca na podium | 0          |
| Finalista         | 0          |
| Punkty            | 7          |